# Aethelred di Mercia
Æthelred, riportato dalle fonti anche nella forma Aethelred e italianizzato in Etelredo (VII secolo – Bardney, 716), fu sovrano del regno di Mercia dal 675 al 704, salendo al trono come successore del fratello Wulfhere. La Chiesa cattolica lo considera santo e lo commemora il 4 maggio.
Figlio di Penda di Mercia, entro un anno dalla sua ascesa al potere invase il Kent, dove i suoi eserciti distrussero la città di Rochester. Nel 679 sconfisse suo cognato, Egfrido di Northumbria, nella battaglia del Trent, a seguito della quale i northumbriani smisero di fatto di venire coinvolti militarmente nelle vicende in corso a sud dell'Humber. Pur avendo restituito definitivamente il regno di Lindsey alla Mercia, Etelredo non fu in grado di ristabilire il dominio dei suoi predecessori sulla Britannia meridionale.
Conosciuto come un re cristiano pio e devoto, concesse numerose terre alla Chiesa e, durante il suo regno, Teodoro, l'arcivescovo di Canterbury, riorganizzò la struttura diocesana, istituendo diverse nuove sedi episcopali in Mercia e Northumbria. Etelredo strinse amicizia con il vescovo Vilfrido di York quando questi fu espulso dalla sua sede in Northumbria; Etelredo lo nominò vescovo degli angli medi durante il suo esilio e lo sostenne al sinodo di Austerfield intorno al 702, quando Vilfrido sostenne la sua causa per la restituzione dei beni ecclesiastici di cui era stato privato in Northumbria.
La moglie di Etelredo, Osthryth, era figlia di re Oswiu, uno dei sovrani più potenti della Northumbria del VII secolo. Osthryth fu assassinata in circostanze ignote nel 697 e nel 704 Etelredo abdicò, lasciando il trono al figlio di Wulfhere, Coenredo. Etelredo divenne monaco a Bardney, un monastero che aveva fondato con la moglie, e vi fu sepolto. Ceolredo, figlio di Etelredo (anche se a quanto sembra non di Osthryth), divenne re dopo Coenredo; è poi possibile che Etelredo avesse un altro figlio di nome Ceolvaldo, il quale fu sovrano per un breve periodo prima di Ceolredo.

## Contesto storico

I regni di Inghilterra e Galles alla fine del VII secolo

Nel VII secolo, l'Inghilterra era quasi interamente divisa in regni governati dagli anglosassoni che erano giunti in Britannia duecento anni prima. La Mercia occupava quella porzione di Inghilterra oggi indicata con il toponimo di Midlands. I decenni inerenti alla nascita del regno non risultano documentati, ma le genealogie reali conservate nella Cronaca anglosassone e nella Genealogiae regum Anglorum concordano sul fatto che le dinastie regnanti discendessero da un fondatore di nome Icel; per questa motivazione, la casa reale merciana è detta degli Iclinga. Il primo monarca merciano di cui si conoscono informazioni storiche certe è Penda, padre di Etelredo. I regni confinanti di dimensione maggiore includevano la Northumbria a nord, di recente accresciuto a seguito della fusione tra Bernicia e Deira, l'Anglia Orientale a est, e infine il Wessex, il regno dei sassoni occidentali, a sud.
Secondo la Historia ecclesiastica gentis Anglorum, una ricostruzione storica della Chiesa inglese scritta dal monaco dell'VIII secolo Beda il Venerabile, furono sette i primi sovrani anglosassoni a detenere l'imperium, ovvero il dominio, sugli altri regni. Il quinto tra questi fu Edvino di Deira, ucciso nella battaglia di Hatfield Chase da una forza combinata che includeva Cadwallon, un re britannico di Gwynedd, e Penda. Dopo la morte di Edwin, la Northumbria si divise brevemente nei due sottoregni di Bernicia e Deira. Nel giro di un anno, Osvaldo, nipote di Edvino, uccise Cadwallon e riunì i regni, ristabilendo successivamente l'egemonia della Northumbria sul sud dell'Inghilterra. Nel 642, Penda uccise Osvaldo nella battaglia di Maserfield, e la Northumbria finì nuovamente divisa. Il figlio di Osvaldo, Oswiu, salì al trono di Bernicia, e il figlio di Osric, Oswine, a Deira, il regno meridionale.
Nel 655, Oswiu sconfisse e uccise Penda nella battaglia di Winwaed. Oswiu nominò Peada, un figlio di Penda, re della Mercia meridionale e governò lui stesso la porzione settentrionale; dopo che Peada fu assassinato nel 656, Oswiu assunse il controllo diretto di tutta la Mercia. Un colpo di stato nel 658 rovesciò il dominio della Northumbria e insediò Wulfhere come re. Dopo il 670, Wulfhere aveva raggiunto la caratura di re più potente della Britannia meridionale, esercitando un'egemonia effettiva su tutti i regni anglosassoni ad eccezione della Northumbria.
La fonte principale relativa a questo periodo rimane la già citata Historia ecclesiastica gentis Anglorum di Beda, completata intorno al 731. Nonostante si concentri sulla storia della Chiesa, quest'opera fornisce anche preziose informazioni sui primi regni anglosassoni. Per il Wessex e il Kent, Beda consultò qualcuno che gli fornì dettagli sulle vicende relative al mondo ecclesiastico in ogni provincia, ma pare non consultò nessuno sulla Mercia, su cui appare meno informato. Un'ulteriore fonte funzionale risulta la Cronaca anglosassone, compilata alla fine del IX secolo nel Wessex. L'anonimo scrivano della Cronaca sembra aver incorporato molte informazioni inerenti a epoche precedenti.

## Biografia

### Ascendenza e primi anni di regno

Albero genealogico di Etelredo

Etelredo era figlio di Penda di Mercia e, probabilmente, di Cynewise, la quale viene nominata da Beda il Venerabile senza indicare però se ebbe dei figli; poiché non si conoscono altre mogli di Penda, gli storici hanno dunque ritenuto possibile, sia pur non sicuro, che fosse la madre di Etelredo. La Cronaca anglosassone riferisce Penda avesse cinquant'anni nel 626 e che governò per un trentennio, ragion per cui egli avrebbe avuto ottant'anni al momento della sua morte; si tratta però di un'informazione dalla dubbia credibilità, poiché due dei suoi figli (Wulfhere e Etelredo) erano giovani quando fu ucciso. Non si può poi dire nemmeno con certezza a che età salì al potere. La data di nascita di Etelredo è sconosciuta, ma Beda descrive Wulfhere come un giovane al momento della sua ascesa al trono nel 658, quindi è probabile che lui ed Etelredo fossero in piena adolescenza a quel tempo. Le fonti più antiche non dicono se Etelredo fosse più vecchio o più giovane di Wulfhere. Non si sa nulla dell'infanzia vissuta da Etelredo. Aveva un altro fratello, Peada, e due sorelle, Cyneburh e Cyneswith; è altresì possibile che Merewalh, re di Magonsete, fosse consanguineo di Etelredo.
Nel 674, secondo Stefano di Ripon, Wulfhere «incitò ogni popolo del sud a sollevarsi contro [la Northumbria]»,, ma fu battuto dal figlio di Oswiu, Egfrido, che lo costrinse ad arrendersi a Lindsey e a pagare un tributo. Wulfhere sopravvisse agli scontri, ma morì nel 675, forse colpito da una malattia, ed Etelredo divenne re.
Il primo atto documentato del regno di Etelredo risale al 676, quando le sue armate devastarono il Kent, distruggendo Rochester, sede dei vescovi del Kent occidentale. Le ragioni di una simile aggressione risultano ignote, ma è possibile egli desiderasse impedire al re Hlothhere del Kent di riprendere il controllo del Surrey, di recente confluito nell'orbita merciana con Wulfhere. Non si può altresì escludere che Etelredo cercasse vendetta per l'omicidio dei figli di Eormenredo del Kent, forse suoi nipoti, la cui serie di delitti era stata istigata da Egberto del Kent, fratello di Hlothhere. Una terza ipotesi è che i sovrani dell'Essex avessero sollecitato l'invasione in risposta ai recenti tentativi del Kent di ottenere il predominio sui sassoni orientali. Indipendentemente dalle cause scatenanti, si deve immaginare che Hlothhere fosse stato costretto ad accettare la sovranità di Etelredo. Il danno a Rochester si rivelò talmente ampio che il vescovo in carica, Putta, si ritirò dalla sua diocesi; la stessa scelta venne seguita dal suo successore designato, Cwichhelm, per via dello stato di distruzione arrecato all'area.
All'inizio del regno di Etelredo, Teodoro, arcivescovo di Canterbury, avviò una sostanziale riorganizzazione della chiesa in Mercia. Nel 675 rimosse Winfrith dalla sua carica di vescovo di Lichfield e nei quattro anni successivi suddivise il vasto territorio merciano nelle cinque diocesi di Leicester, Lichfield, Worcester, Dorchester e Hereford. Di Etelredo si diceva fosse un re devoto, «più famoso per la sua indole pia che per la sua abilità in guerra», e donò diverse terre alla chiesa in espansione, tra cui concessioni a Tetbury, Long Newnton e Somerford Keynes. Si ipotizza che Etelredo avesse contribuito alla fondazione dell'abbazia di Abingdon, nell'Oxfordshire meridionale.

### Interazioni con la Northumbria
La Mercia appariva in conflitto con la Northumbria almeno dal 633, quando Penda di Mercia sconfisse e uccise Edvino nella battaglia di Hatfield Chase. Sovvertendo la tendenza precedente, si scelse di combinare dei matrimoni diplomatici tra i due regni: la sorella di Etelredo, Cyneburh, sposò Alhfrith di Deira, un figlio di Oswiu di Northumbria, e sia Etelredo che suo fratello Peada sposò le figlie di Oswiu. Il matrimonio di Cyneburh con Alhfrith ebbe luogo all'inizio del 650, e quello di Peada con Ealhflæd seguì poco dopo; il matrimonio di Etelredo con Osthryth avvenne in un momento ignoto ma sicuramente prima del 679, poiché Beda riferisce fu coinvolto a lungo nella battaglia del Trent, avvenuta in quell'anno.
Beda non menziona la causa dello scontro, affermando semplicemente che ebbe luogo nel nono anno del regno di Egfrido. Maggiori dettagli riguardano invece l'esito, in quanto si afferma che Aelfwine, il giovane succedaneo di Deira, fu ucciso; Aelfwine era fratello di Osthryth ed Egfrido, ed era benvoluto sia in Mercia che in Northumbria fin dal matrimonio di Etelredo con Osthryth. Secondo Beda, la sua morte minacciava di causare ulteriori conflitti tra i due regni, ma Teodoro, arcivescovo di Canterbury, intervenne sulla questione:
Etelredo riprese possesso di Lindsey dopo la battaglia; il cambio al vertice del potere questa volta fu duraturo e Lindsey rimase parte della Mercia fino all'invasione vichinga del IX secolo che ridipinse la cartina dell'Inghilterra. Il conflitto tra Northumbria e Mercia non cessò completamente dopo questi eventi: gli annali scozzesi testimoniano che Etebaldo, un re merciano dell'VIII secolo, devastò il territorio della Northumbria nel 740 mentre il re Eadberto di Northumbria era lontano perché impegnato a combattere i Pitti. Tuttavia, la battaglia del Trent pose fine di fatto al coinvolgimento della Northumbria nel sud dell'Inghilterra.
Un conflitto tra il vescovo Vilfrido di York e la chiesa locale portò al suo allontanamento dalla Northumbria e alla ripartizione della sua vasta diocesi, con il risultato che Etelredo si schierò con Egfrido contro Vilfrido. Dopo la morte di Egfrido nel 685, l'arcivescovo Teodoro organizzò una riconciliazione tra Vilfrido e Alfrido, il successore di Egfrido, ma nel 692 Alfrido e Vilfrido entrarono in contrasto reciproco e Vilfrido si recò in esilio in Mercia. Etelredo decise quindi di sostenere Vilfrido, nominandolo vescovo degli Angli medi e difendendolo al sinodo di Austerfield intorno al 702, quando Vilfrido sostenne la sua causa davanti a un'assemblea di vescovi guidata dall'arcivescovo Bertoaldo di Canterbury. Il sostegno di Etelredo a Vilfrido lo coinvolse in una disputa tanto con Canterbury quanto con la Northumbria; malgrado non risulti chiaro cosa avesse scatenato la controversia, si ipotizza il fatto riguardò alcuni dei monasteri di Vilfrido si trovassero in territorio merciano.

### I regni meridionali
Due documenti del 681 dimostrano che Etelredo concede delle terre vicino a Tetbury, nei pressi del moderno confine tra il Gloucestershire e il Wiltshire. Ciò potrebbe indicare che Etelredo fu in grado di estendere ulteriormente l'influenza merciana nel territorio dei sassoni occidentali, come aveva fatto Wulfhere prima di lui. I sassoni occidentali riuscirono a conseguire significativi progressi sul piano bellico sotto Cedoaldo, re del Wessex dal 685 al 688 circa, ma quando quest'ultimo partì per Roma in pellegrinaggio, potrebbero essere scoppiati dei conflitti interni prima che Ine, il suo successore, salisse al trono. Cedoaldo aveva conquistato con successo i regni di Sussex e Kent, e la sua abdicazione potrebbe aver contribuito alla conseguente instabilità perdurata nel sud-est negli anni successivi. Nel Kent, riuscì ad affermarsi come sovrano Oswine, sebbene soltanto nella parte orientale della regione; la metà occidentale del regno rimase in mano a Swæfheard, figlio di Sebbi, re dell'Essex. È possibile che Etelredo avesse fornito supporto sia a Swæfheard che a Oswine, in quanto per ognuno dei due re è sopravvissuto almeno un documento il quale conferma che Etelredo avesse effettuato delle concessioni terriere nel Kent; l'invasione compiuta poi nel 676 conferma che Etelredo fosse in aperto contrasto con la tradizionale casa regnante del Kent. Un atto di Swæfheard risalente al 691 ribadisce una campagna compiuta ai danni del Kent da Etelredo; si è immaginato che Etelredo intendesse insediare Vilfrido presso la sede arcivescovile di Canterbury, ma se così fosse non ebbe fortuna. In alternativa, Etelredo potrebbe aver avuto bisogno di assistenza nel Kent dai sassoni orientali, divenuti potenzialmente indipendenti dalla Mercia da un decennio o più a quel tempo. I sassoni orientali tornarono nell'orbita merciana nel corso dei successivi anni: un documento di Etelredo risalente a un arco temporale compreso tra il 693 e il 704, testimonia una donazione di terre a beneficio di Wealdhere, il vescovo di Londra, ed è poi noto che nel 704 Etelredo acconsentì a una concessione fatta da Swæfheard. Quest'ultima carta sembra poi dimostrare che un «comes», o funzionario locale, ricevette una nomina finalizzata a tutelare gli interessi dei merciani.
Nonostante queste prove del coinvolgimento merciano nel sud-est, esistono pochissime indicazioni che Etelredo perseguisse delle ambizioni espansionistiche a meridione. La crescente forza dei sassoni occidentali sotto Cedoaldo e Ine avrebbe limitato le opportunità merciane in quella direzione. I northumbriani non rappresentavano più una distrazione, essendo stati arginati a nord dell'Humber dalla battaglia del Trent, oltre a divenire ancor meno pericolosi dopo la disastrosa disfatta del 685 per mano dei Pitti. Una possibile spiegazione è che Etelredo fosse impegnato in una guerra contro i gallesi. Fu sempre in questo periodo che i domini del Hwicce entrarono più definitivamente nell'orbita merciana. L'ultimo sovrano hwicceano ad assumere il titolo di sovrano fu Oshere, spirato nel 685; poiché però dal 675 circa egli aveva cercato il consenso di Etelredo per le sue concessioni, il re di Mercia finì per considerarlo un sovrano non autonomo. Ulteriori prove del coinvolgimento di Etelredo in quella regione si desumono da un documento in cui si concedono dei terreni per una chiesa parrocchiale nel Gloucestershire nel Hwicce; si ritiene generalmente che lo scritto sia frutto di un'invenzione, ma basato forse su una fonte autentica precedente.

### Abdicazione e ultimi anni
Osthryth fu trucidata nel 697, per ragioni sconosciute; secondo Beda, gli assassini appartenevano «[al]la sua stessa gente, la nobiltà della Mercia». Beda afferma che la morte di Peada, avvenuta quarant'anni prima, si dovette «al tradimento, si vocifera, della sua stessa moglie»; La moglie di Peada era Ealfreda, sorella di Osthryth. Se ne potrebbe dedurre che l'omicidio di quest'ultima potrebbe essere stato motivato dal desiderio di vendetta per l'assassinio di Peada, sebbene sia stato anche interpretato dagli storici come un segno delle ostilità mai del tutto sopite tra Northumbria e Mercia. Osthryth fu sepolta nel monastero di Bardney, dove, su sua richiesta, le reliquie di suo zio, Osvaldo di Northumbria, erano conservate e venerate. Poiché si ha contezza di alcuni episodi di opposizione al culto di Osvaldo a Bardney, si rafforza l'ipotesi secondo cui intercorressero dei pessimi rapporti tra i due regni.
Nel 704, Etelredo abdicò per diventare monaco e abate a Bardney, cedendo il comando al nipote Coenredo. I sovrani merciani del VII secolo spesso patrocinarono istituzioni religiose al di fuori del cuore della Mercia, forse per ottenere sostegno nelle province più remote. L'interesse di Etelredo e Osthryth per Bardney appare coerente con questo schema. L'incoraggiamento del culto dei santi reali in aree lontane delle terre centrali della Mercia sembra essere stata una politica deliberata, e sia Etelredo sia Osthryth furono in seguito venerati a Bardney. Pare Etelredo avesse continuato a esercitare influenza nel regno dopo la sua abdicazione: un passaggio nella Vita di San Vilfrido di Stefano di Ripon riferisce di Etelredo intento a convocare Coenredo e a consigliargli di fare pace con Vilfrido. La data della morte di Etelredo non è registrata, sebbene sia noto che fu sepolto a Bardney.
Etelredo ebbe almeno un figlio, Ceolredo. Secondo il Chronicon Abbatiae de Evesham del XIII secolo, Ceolredo non era figlio di Osthryth, sebbene non venga menzionata la madre di Ceolredo, e secondo la storica Ann Williams questo potrebbe significare che Etelredo si risposò dopo la morte di Osthryth. Tuttavia, Susan Kelly ha affermato che Osthryth fosse «molto probabilmente (anche se non con certezza)» la madre di Ceolredo. Quest'ultimo salì al trono nel 709, dopo che Coenredo abdicò nel 709 per recarsi in pellegrinaggio a Roma. Una versione degli elenchi di regno della Mercia mostra un re di nome Ceolvaldo che governò dopo Ceolredo, ed è possibile che Ceolvaldo, qualora esistito, fosse anche figlio di Etelredo.